# Trischidocera sauteri
Trischidocera sauteri là một loài ruồi trong họ Tachinidae.